# Microrhopala cyanea
Microrhopala cyanea es una especie de insecto coleóptero de la familia Chrysomelidae.
Fue descrita científicamente en 1823 por Thomas Say.